# Campeã
Campeã is een plaats (freguesia) in de Portugese gemeente Vila Real en telt 1627 inwoners (2001).